# OpenRaster
OpenRaster és un format d'arxiu per a imatges de diverses capes, fou dissenyat per a l'intercanvi entre el programari d'imatges rasteritzades. Està pensat per a reemplaçar el format PSD d'Adobe que l'any 2006 va passar a ser de format propietari.
L'arxiu Open Raster (.ora) està estructurat en un format .ZIP que conté un arxiu .PNG per a cada capa. També disposa d'un arxiu .XML que defineix la posició de cada capa i en algunes aplicacions també es genera una capeta (thumbnail).

## Història
OpenRaster representa l'esforç de diverses comunitats de programari lliure per disposar d'un format d'arxiu multicapa d'intercanvi entre programes i de llarga durada. MyPaint, Krita, Gimp i Scribus disposen de la capacitat d'obrir imatges i exportar en el format ".ora".
Durant anys el format d'arxiu PSD d'Adobe Photoshop va ser utilitzat com a format estàndard per a imatges multicapa entre aplicacions. Adobe ho permetia alliberant l'especificació del format de manera pública. No obstant això, el 2006 Adobe va canviar la llicència per concedir només accés i ús a les especificacions i documentació "per a propòsits de desenvolupament intern dels programes" que tinguin connexió amb productes del Programari d'Adobe incorporant porcions o la totalitat de les mostres de codi dins del desenvolupament del programa. En resposta a aquestes restriccions, el format OpenRaster fou proposat en la primera Libre graphics meeting de Lió, França, l'estiu del 2006, essent un derivat del format d'arxiu OpenDocument, el qual era criticat com a massa complex.

## Requeriments
S'exigeixen els següents requeriments:

### General
- Documentació Completa disponible de forma lliure.
- Format d'arxiu tipus OpenDocument (arxiu amb diversos arxius dins).
- Extensible, encara que les extensions indocumentades i privades haurien de ser excloses. Qualsevol extensió hauria de ser afegida a l'especificació i documentació del format d'arxiu.
- Les aplicacions no han de pretendre suportar totes les característiques del format d'arxiu, però durant la manipulació de l'arxiu, no haurien de perdre cap informació que no poguessin interpretar.

### Metadades
- Emmagatzematge de metadades utilitzant etiquetes {XMP - Dublin Core - IPTC}
- Possibilitat d'emmagatzemar etiquetes de metadades per capa.
- Emmagatzematge d'etiquetes EXIF.
- Totes les dades de text han d'estar en Unicode (UTF-8 o UTF-16).

### Capes
- Emmagatzematge multicapa.
- Emmagatzematge de les coordenades de cada capa.
- Emmagatzematge de les opcions de barrejat (composició) per a cada capa.
- Emmagatzematge d'ajustos de capes.
- Emmagatzematge dels efectes de capa.
- Grups de capes.
- Informació de color - Perfil - Espai de color.

### Uns altres
- Emmagatzematge de corbes, corbes retallades, text sobre corba.
- Seleccions, màscares.
- Documents embeguts dins de l'estructura Open Document.
- Suport per Desfer/Historial de comandos/Accionis com el PSD.

### Propostes i Extensions
- Paleta.
- Fonts embegudes (Proposta d'extensió).
- Pàgines múltiples.
- Suport per a animació emprant múltiples pàgines i un temporitzador com en el PSD.

## Desafiaments
Un dels majors problemes és que no totes les característiques estan disponibles en tots els programes. La imatge pot no ser mostrada de la mateixa forma en diferents aplicacions, especialment pel que fa als ajustos i filtres de capes. Aplicacions com Inkscape encara no tenen cap implementació d'aquestes característiques.
Una solució alternativa és l'emmagatzematge opcional d'una capa extra contenint totes les dades dels píxels representats com han estat interpretats després del processament de la imatge, o possiblement, una instantània de menor resolució específica per a previsualitzacions i miniatures.
Diferents nivells d'implementació poden ser definits, com: petit, senzill, normal, complet i personalitzat.

## Suport d'Aplicacions
OpenRaster té suport en alguns programes.
| Aplicació                             | Estat                                                                                           | Format per defecte |
| ------------------------------------- | ----------------------------------------------------------------------------------------------- | ------------------ |
| Chasys Draw IES (Suite d'aplicacions) | Llegeix i escriu.                                                                               | Desconegut         |
| DrawPile                              | Suportat des de la versió 0.7.                                                                  | Sí                 |
| Enve                                  | Llegeix des de la versió 1.05.                                                                  | No                 |
| GIMP                                  | Llegeix i escriu. Implementat a partir de la versió 2.8.Plugin extern per a versions anteriors. | No                 |
| Inkscape                              | No suportat.                                                                                    | No                 |
| Krita                                 | Llegeix i escriu. Implementat el maig de 2009. Suportat de manera nativa.                       | No                 |
| LazPaint                              | Llegeix des de la versió 5.0 i escriu des de la versió 5.2.                                     | Desconegut         |
| MyPaint                               | Suportat des de la versió 0.6, del gener de 2009.                                               | Sí                 |
| Nathive                               | Suportat des de la versió 0.908, del juny de 2010.                                              | Sí                 |
| Paint.net                             | Suportat gràcies a un plugin desenvolupat per un usuari                                         | No                 |
| Pinta                                 | Suport des de la versió 0.4, del juliol de 2010.                                                | Desconegut         |
| XnView                                | Suportat des de la versió 1.98.1.                                                               | Desconegut         |
| Scribus                               | Suportat des de la versió 1.5., des de març del 2014.                                           | No                 |